# Друга влада Петра Велимировића
Друга влада Петра Велимировића је била влада Краљевине Србије од 20. јула 1908. до 24. фебруара 1909.

## Чланови владе
| Функција                          | Слика             | Име и презиме          | Детаљи                       |
| --------------------------------- | ----------------- | ---------------------- | ---------------------------- |
| Председник Министарског савета    |                   | Петар Велимировић      |                              |
| Министар иностраних дела          |                   | Милован Ђ. Миловановић |                              |
| Министар унутрашњих дела          |                   | Светозар Милосављевић  |                              |
| Министар правде                   |                   | Милован Ђ. Миловановић | заступник до 11/24.8. 1908.  |
| Министар правде                   | Коста Тимотијевић |                        |                              |
| Министар финансија                |                   | Михаило М. Поповић     |                              |
| Министар просвете и црквених дела |                   | Андра Николић          |                              |
| Министар војни                    |                   | Степан Степановић      | до 23.12.1908/3.1.1909.      |
| Министар војни                    | Михаило Живковић  |                        |                              |
| Министар грађевина                |                   | Петар Велимировић      | до 11/24.8. 1908.            |
| Министар грађевина                | Милош Савчић      |                        |                              |
| Министар народне привреде         |                   | Михаило М. Поповић     | заступник, до 11/24.8. 1908. |
| Министар народне привреде         | Коста Главинић    |                        |                              |